# Seo Jung-won
Seo Jung-won ( kor. 서정원; ur. 17 grudnia 1970 w Gwangju) – południowokoreański piłkarz występujący na pozycji pomocnika. Uczestnik Mistrzostw Świata w piłce nożnej 1994. Obecnie trener.
Pierwszym wielkim turniejem w karierze Seo Jung-won były młodzieżowe Mistrzostwa Świata do lat 16 w 1987 roku.
Seniorską karierę rozpoczął w LG Cheetahs. Występował tam przez 5 lat. Jako piłkarz tej drużyny uczestniczył w turnieju olimpijskim w Barcelonie, Mistrzostwach Świata w piłce nożnej 1994 oraz Pucharze Azji 1996.
W 1998 roku przeniósł się do Europy, gdzie przez 1 sezon grał w barwach RC Strasbourg. Po roku wrócił do Korei do zespołu Suwon Samsung Bluewings. Pełnił tam funkcję grającego trenera. W 1998 roku ponownie znalazł się w kadrze Korei Południowej na mundial 1998 i Igrzyska Azjatyckie 1998.
W 2005 przeżył krótki epizod w Austrii Salzburg, po czym ostatnie lata kariery grał w SV Ried. W sezonie 2005/2006 został wybrany graczem roku austriackiej Bundesligi.

## Gole w reprezentacji
Wynik Korei Południowej podany w tabeli jako pierwszy.
| Data                 | Miejsce                   | Przeciwnik | Gol       | Wynik | Rozgrywki                                                      |
| -------------------- | ------------------------- | ---------- | --------- | ----- | -------------------------------------------------------------- |
| 8 września 1990      | Korea Południowa, Pusan   | Australia  | Gol       | 1-0   | Mecz towarzyski                                                |
| 23 września 1990     | Chiny, Pekin              | Singapur   | Gol · Gol | 7-0   | Igrzyska Azjatyckie 1990                                       |
| 27 września 1990     | Chiny, Pekin              | Chiny      | Gol · Gol | 2-0   | Igrzyska Azjatyckie 1990                                       |
| 28 kwietnia 1993     | Korea Południowa, Ulsan   | Irak       | Gol       | 2-2   | Mecz towarzyski                                                |
| 15 maja 1993         | Liban, Bejrut             | Hongkong   | Gol       | 3-0   | Mistrzostwa Świata w Piłce Nożnej 1994 (eliminacje strefy AFC) |
| 19 czerwca 1993      | Korea Południowa, Seul    | Egipt      | Gol       | 1-2   | President’s Cup 1993                                           |
| 24 września 1993     | Korea Południowa, Seul    | Australia  | Gol       | 1-1   | Mecz towarzyski                                                |
| 17 czerwca 1994      | Stany Zjednoczone, Dallas | Hiszpania  | Gol       | 2-2   | Mistrzostwa Świata w Piłce Nożnej 1994                         |
| 15 października 1994 | Japonia, Hiroszima        | Kuwejt     | Gol       | 1-2   | Igrzyska Azjatyckie 1994                                       |
| 25 września 1996     | Korea Południowa, Seul    | Chiny      | Gol       | 3-1   | Doroczny mecz Korea Południowa-Chiny                           |
| 22 lutego 1997       | Hongkong, Hongkong        | Hongkong   | Gol       | 2-0   | Mistrzostwa Świata w Piłce Nożnej 1998 (eliminacje strefy AFC) |
| 14 czerwca 1997      | Korea Południowa, Suwon   | Ghana      | Gol       | 3-0   | Puchar Korei 1997                                              |
| 16 czerwca 1997      | Korea Południowa, Seul    | Jugosławia | Gol       | 1-1   | Puchar Korei 1997                                              |
| 28 września 1997     | Japonia, Tokio            | Japonia    | Gol       | 2-1   | Mistrzostwa Świata w Piłce Nożnej 1998 (eliminacje strefy AFC) |